# 펠릭스 블루멘펠트

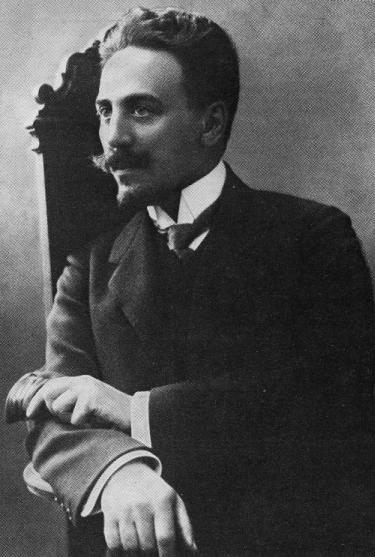

펠릭스 미하일로비치 블루멘펠트(러시아어: Фе́ликс Миха́йлович Блуменфе́льд, 1863년 – 1931년)은 러시아와 소련의 작곡가, 상트페테르부르크 제국 오페라의 지휘자, 피아니스트이자 교사였다.
그는 우크라이나에서 태어났다. 그는 상트페테르부르크 음악원에서 니콜라이 림스키코르사코프에게 작곡을, 1881년부터 1885년까지 표도르 슈타인에게 피아노를 공부했다. 그 후 그는 1885년부터 1918년까지 그곳에서 직접 피아노를 가르쳤고, 1911년까지 마린스키 극장의 지휘자로도 활동했다. 마린스키는 림스키코르사코프가 작곡한 오페라의 초연을 보았다. 그는 또한 바그너의 오페라 트리스탄과 이졸데의 러시아 초연에서 지휘자이기도 했다. 1908년에 그는 모데스트 무소륵스키의 오페라 보리스 고두노프의 파리 초연을 지휘했다. 1918년부터 1922년까지 그는 키예프에 있는 미콜라 리센코 음악극 학교의 교장을 역임했으며, 특히 블라디미르 호로비츠가 그의 마스터클래스에서 학생으로 있었다. 그는 1922년 모스크바 음악원으로 돌아와 죽을 때까지 그곳에서 가르쳤다. 그는 겐리흐 네이가우스의 삼촌이었다.